# Wygnanki
Wygnanki (prononciation : [vɨɡˈnaŋki]) est un village polonais de la gmina de Stara Kornica dans le powiat de Łosice de la voïvodie de Mazovie dans le centre-est de la Pologne.
Il se situe à environ 17 kilomètres au sud-est de Łosice (siège du powiat) et à 132 kilomètres à l'est de Varsovie (capitale de la Pologne).
Le village possède une population de 179 habitants en 2010.

## Histoire
De 1975 à 1998, le village appartenait administrativement à la voïvodie de Biała Podlaska.